# Mount Watkins
Der Mount Watkins ist ein 2590 m hoher Berggipfel in der Sierra Nevada, genauer im Yosemite-Nationalpark. Der Berg gehört zum Mariposa County, Kalifornien, USA. Er ist ein bekanntes Ziel für Wanderer und Kletterer.

## Lage und Beschreibung
Der Mount Watkins liegt im Yosemite-Nationalpark, etwa 4,4 km nordnordöstlich des Half Dome, 3 km nordwestlich von Clouds Rest und 5 km nordöstlich des North Dome sowie 7 km südlich des Mount Hoffmann. Er besteht aus Half-Dome-Granodiorit, der sich in der Kreidezeit gebildet hat. Der Gipfel wird durch eine ausgedehnte, geschwungene Kuppel (engl. dome) gebildet, die größer ist als diejenige des Half Dome. Auf der Kuppel stehen einige Kiefern, die aus dem felsigen Untergrund wachsen.
Von seinem Gipfel aus fällt das Gelände des Mount Watkins südlich in etwa 1,5 km um 1340 Meter in den Tenaya Canyon ab. Seine Südwand bildet dabei eine etwa 750 m hohe, nach oben hin senkrecht werdende Felswand, die zweitgrößte Felswand des Yosemite-Tals. Diese wurde, analog zur Half Dome Nordwestwand durch Gletscher geformt. Nach Norden hin fällt das Gelände flach ab.
Die Niederschläge am Mount Watkins fließen in den Tenaya Creek, ein Nebenfluss des Merced Rivers.

## Namensgebung
Die Ureinwohner des Yosemite-Tals, die Ahwahnee (auch Ahwahneechee), nannten den Berg Waijau (Wai-j'au), was so viel wie „Kiefernberg“ bedeutet.
Der Berg ist seit dem 1. Januar 1932 nach Carleton Watkins (1829–1916) benannt, als das United States Board on Geographic Names den Namen offiziell bestätigte. Watkins war ein amerikanischer Fotograf des 19. Jahrhunderts. Seine Fotografie des Mount Watkins, der sich im Mirror Lake spiegelt, war besonders beliebt und führte wahrscheinlich dazu, dass der Berg nach ihm benannt wurde. Es wird angenommen, dass Watkins Fotografien des Yosemite auch die Entscheidung des US-Kongresses, den Park als Nationalpark zu schützen, maßgeblich beeinflussten.

## Klima
Der Yosemite-Nationalpark und damit der Mount Watkins liegt in den mittleren Breiten sowie in der Nähe zum mäßigenden Einfluss des Pazifischen Ozeans. Diese Einflussgrößen, sowie die mittlere Lage des Gebirgszugs, führen zu einem ungewöhnlich milden Gebirgsklima (siehe Yosemite-Nationalpark#Klima). Der Mount Watkins liegt gemäß der Köppen-Klimaklassifikation im Bereich des milden subtropischen Winterregenklimas (Cs-Klimate). Die Sierra Nevada liegt mit ihrer Nordwest-Südost-Ausrichtung quer zu den Wintersturmbahnen des zentralen Nordamerikas, was während der Winterregenzeit (November bis April) an den windzugewandten (westlichen) Hängen zu reichlichen Niederschlägen führt, während an der leeseitigen (östlichen) Seite ein starker Regenschatteneffekt auftritt. Im Sommer dominiert das Pazifikhoch die Windverhältnisse über dem Yosemite-Nationalpark, welches trockene Luft westwärts über die Berge saugt und zu geringen Niederschlägen führt.

## Tourismus

### Wanderwege
Auf den Gipfel führen zwei Wanderwege:
- Der Trail aus dem Yosemite-Tal führt über die Westseite des Berges. Er verläuft erst am Mirror-Lake entlang und führt dann über die Nordwestseite des Tenaya Canyon weiter hinauf. Der Weg überwindet insgesamt eine Höhendifferenz von 1370 m, wobei der Weg 760 Höhenmeter in ausgesetzten Serpentinen überwindet. In diesem Trailabschnitt kann es im Sommer wegen der direkten Sonneneinstrahlung sehr heiß werden.[3]
- Ein leichterer Weg führt von Olmstead Point am Highway 120 (Tioga Road) entlang des Snow Creek Trail über den Nordhang des Berges. Der Trail von fast 12 km Länge (Hin- und Rückweg) und einer Höhendifferenz von 450 m bietet in den Monaten Juni bis Oktober die besten Bedingungen für eine Besteigung des Mount Watkins.[10]

### Klettern
Die Mount Watkins Südwand wurde im Sommer 1964 von Chuck Pratt, Warren Harding und Yvon Chouinard erstbegangen. Obwohl sie mit 850 m zu den höchsten Felswänden des Yosemite-Tals gehört, wurde sie erst Jahre nach dem Half Dome und dem El Capitan erstbegangen. Die ohne Vorbau 667 m lange Route ist mit heutiger Ausrüstung 19 Seillängen lang und besitzt zwingende Kletterstellen bis 5.9, wobei bis 5.10 oder 5.11 viel frei geklettert werden kann.
Die Erstbegehung war insofern eine außergewöhnliche Leistung, weil Chuck Pratt, Warren Harding und Yvon Chouinard die Route im damals für das Yosemite unüblichen alpinen Stil eröffnet haben. Die Route wurde von unten, in einem Zug und ohne Fixseile erstbegangen. Dabei musste das gesamte für die Begehung notwendige Material (Klettermaterial, Schlafsäcke, Essen und Trinken) mitgenommen werden. Vor allem das limitierte Klettermaterial führte zu einer starken psychischen Belastung der Kletterer, da ein Durchstieg der Wand mit dem vorhandenen Material nicht gesichert war, und ein Rückzug aus dem oberen Wandbereich unmöglich schien. Für die Begehung, die zu den großen Pioniertaten des Yosemite gezählt wird, benötigten sie fünf Tage.
Um Gewicht zu sparen, haben die Erstbegeher ihre Wasservorräte knapp kalkuliert, was wegen der Südlage bei ihnen zu extremer Dehydrierung führte. Chuck Pratt schrieb: „Am vierten Tag hatte Yvon durch die Dehydrierung so viel Gewicht verloren, dass er seine Kletterhosen herunterlassen konnte, ohne einen einzigen Knopf zu öffnen. Zum ersten Mal seit sieben Jahren war ich in der Lage, einen Ring von meinem Finger zu ziehen, und Harding, dessen Ähnlichkeit mit der klassischen Vorstellung von Satan legendär ist, nahm eine noch verschlagenere und unheimlichere Gestalt an“.

## Galerie

Mount Watkins
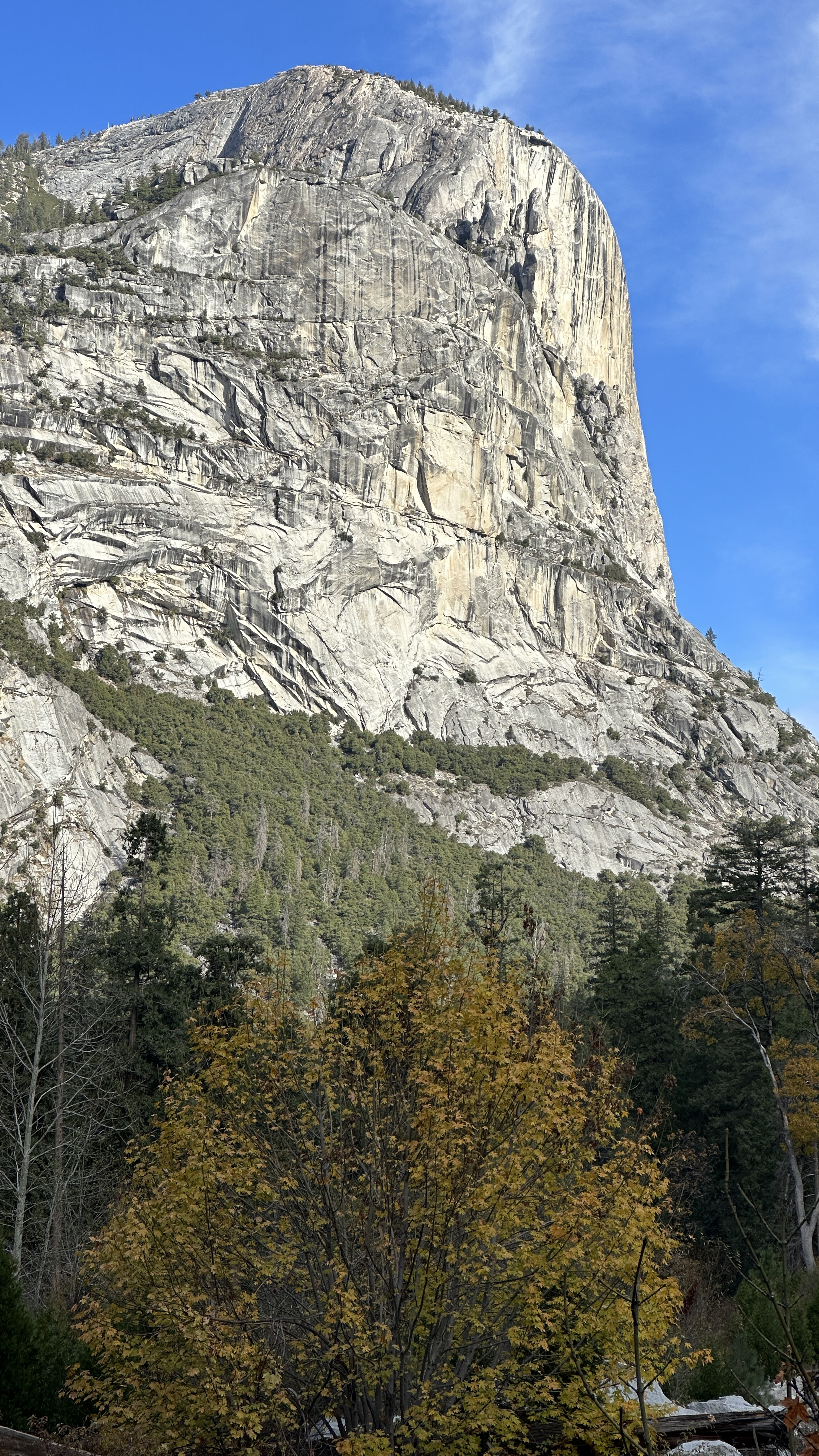
Südwest-Ansicht
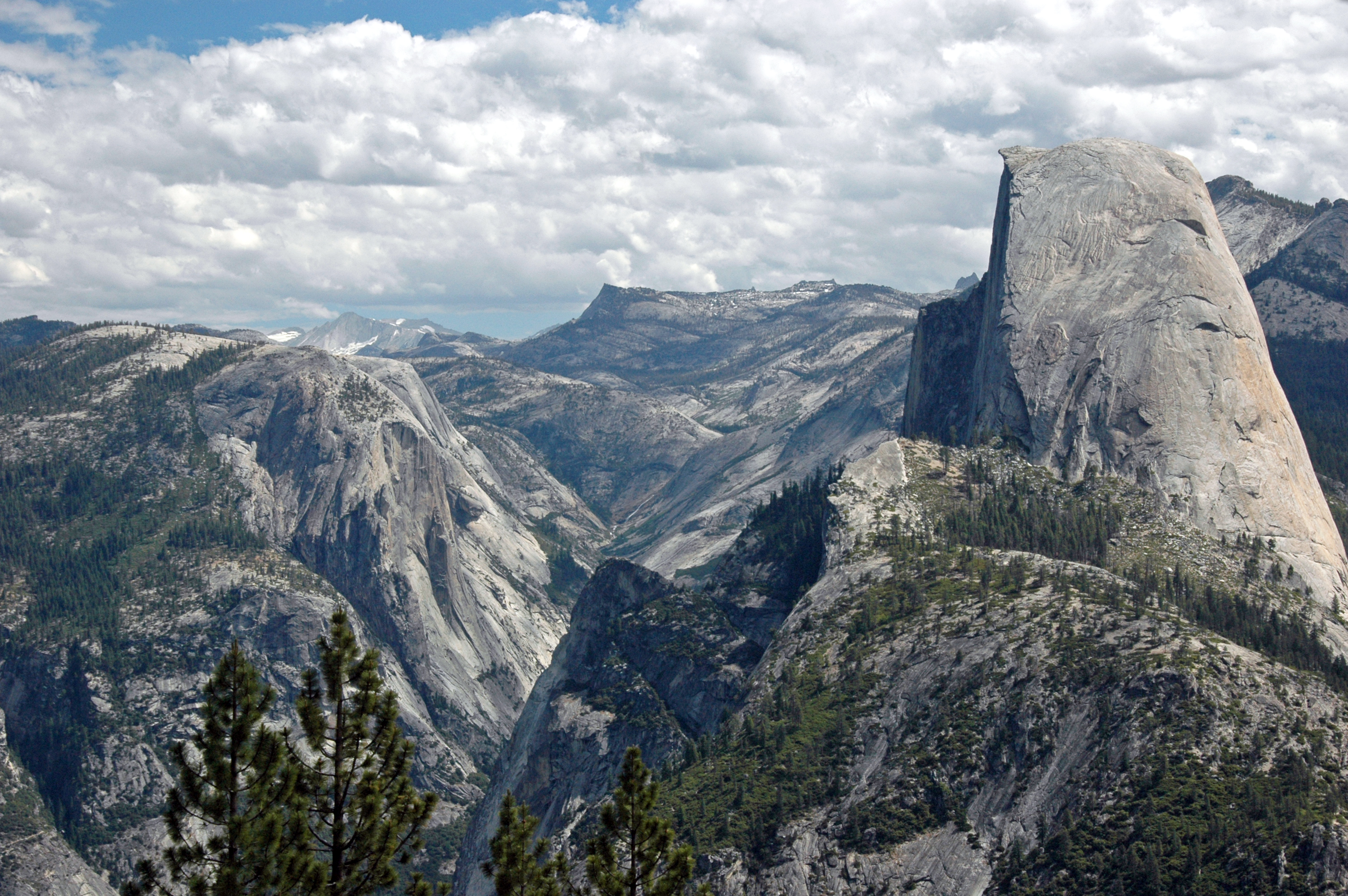
Mount Watkins (links), Half Dome (rechts)
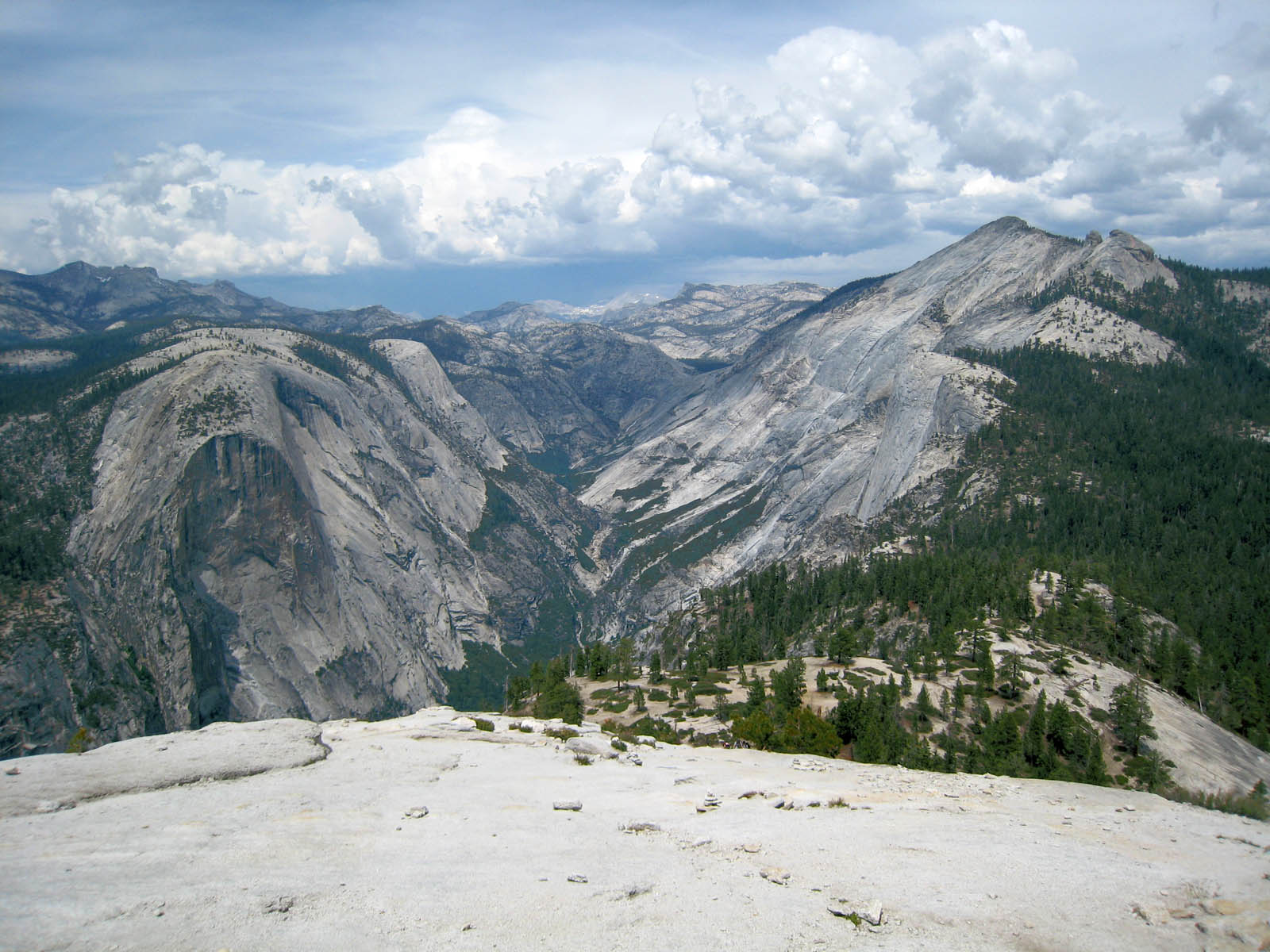
Mount Watkins (links), Clouds Rest (rechts), vom Half Dome aus gesehen
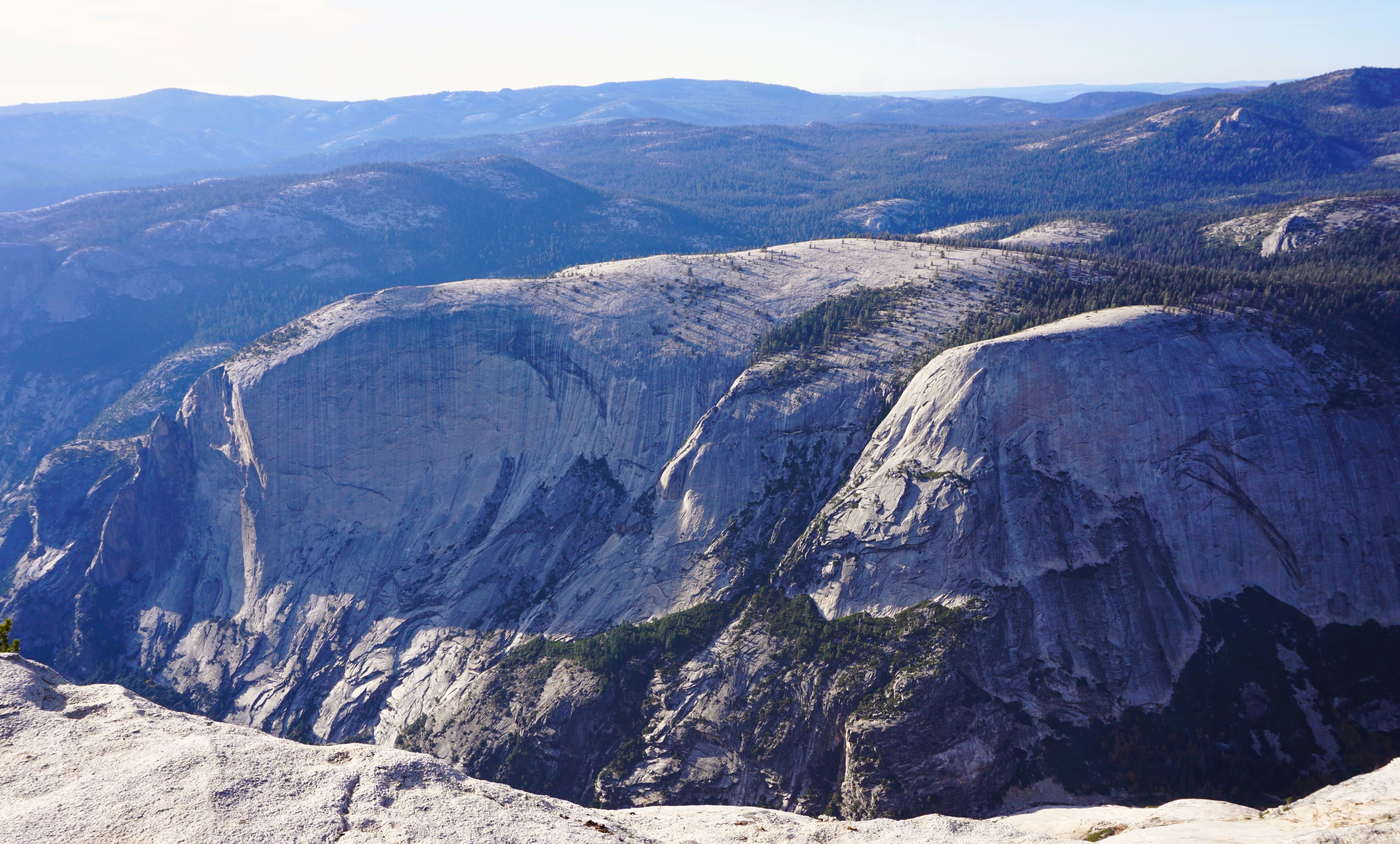
Mount Watkins von Clouds Rest aus gesehen
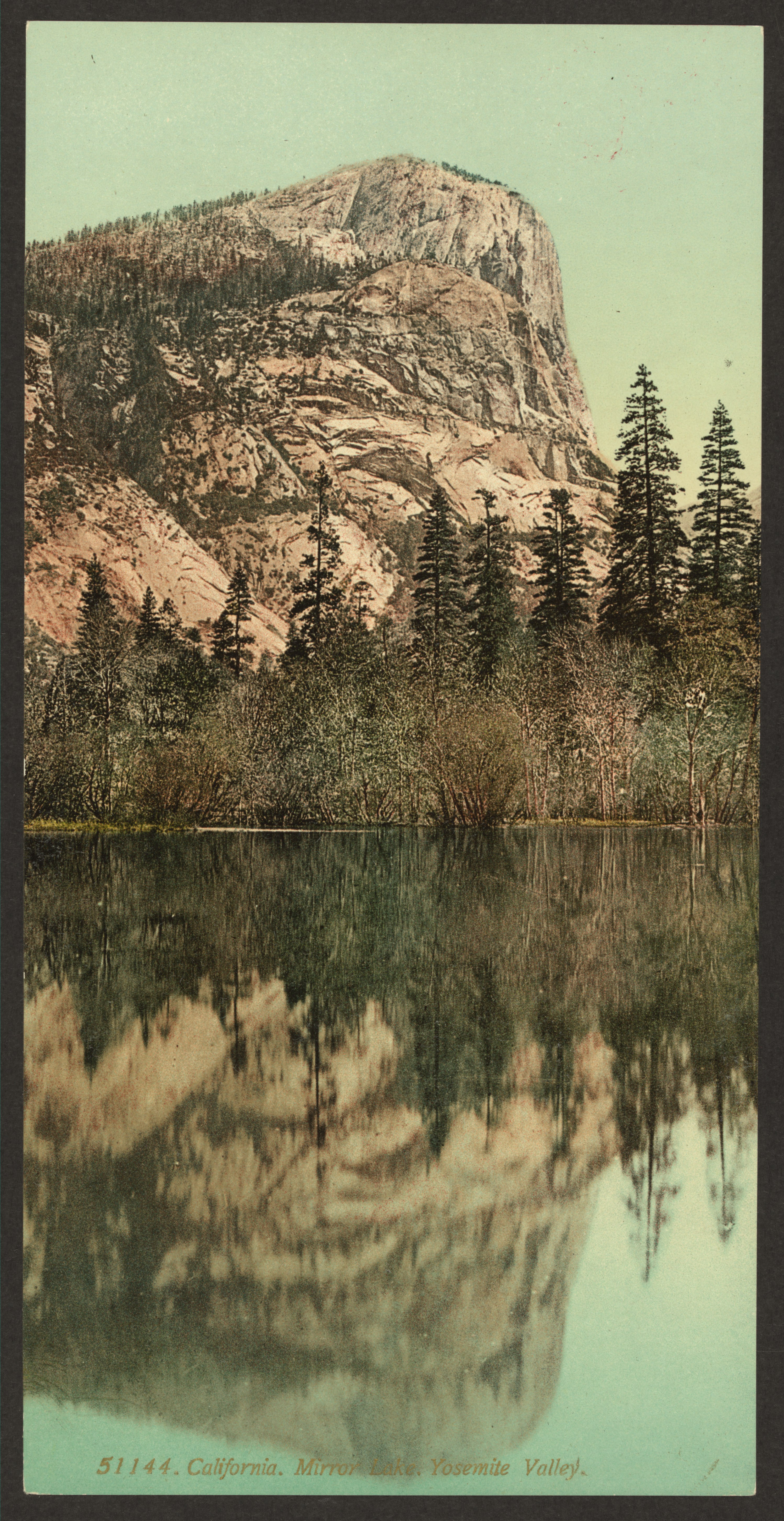
Mount Watkins spiegelt sich im Mirror Lake, frühes 20. Jahrhundert
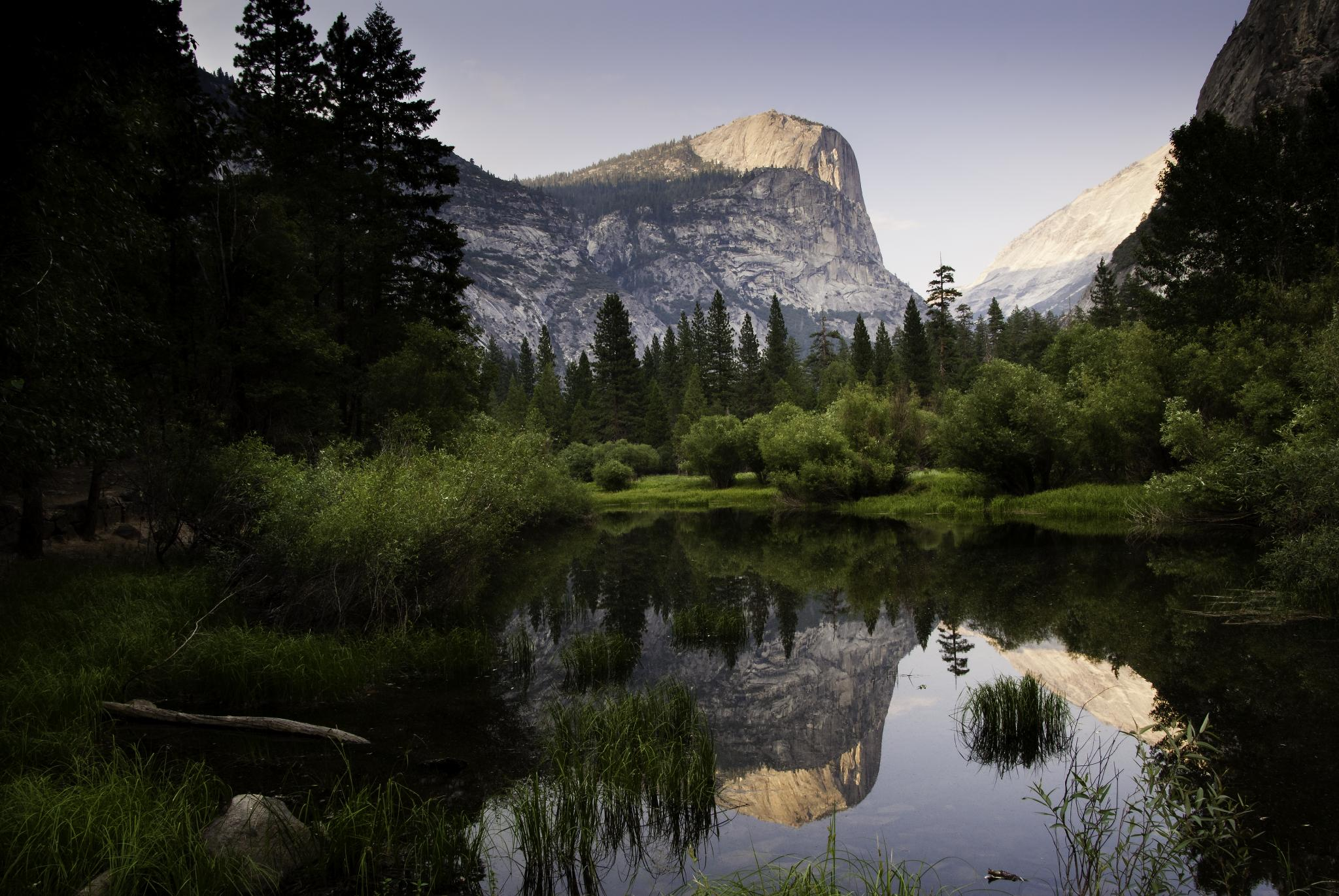
Watkins spiegelt sich im Mirror Lake
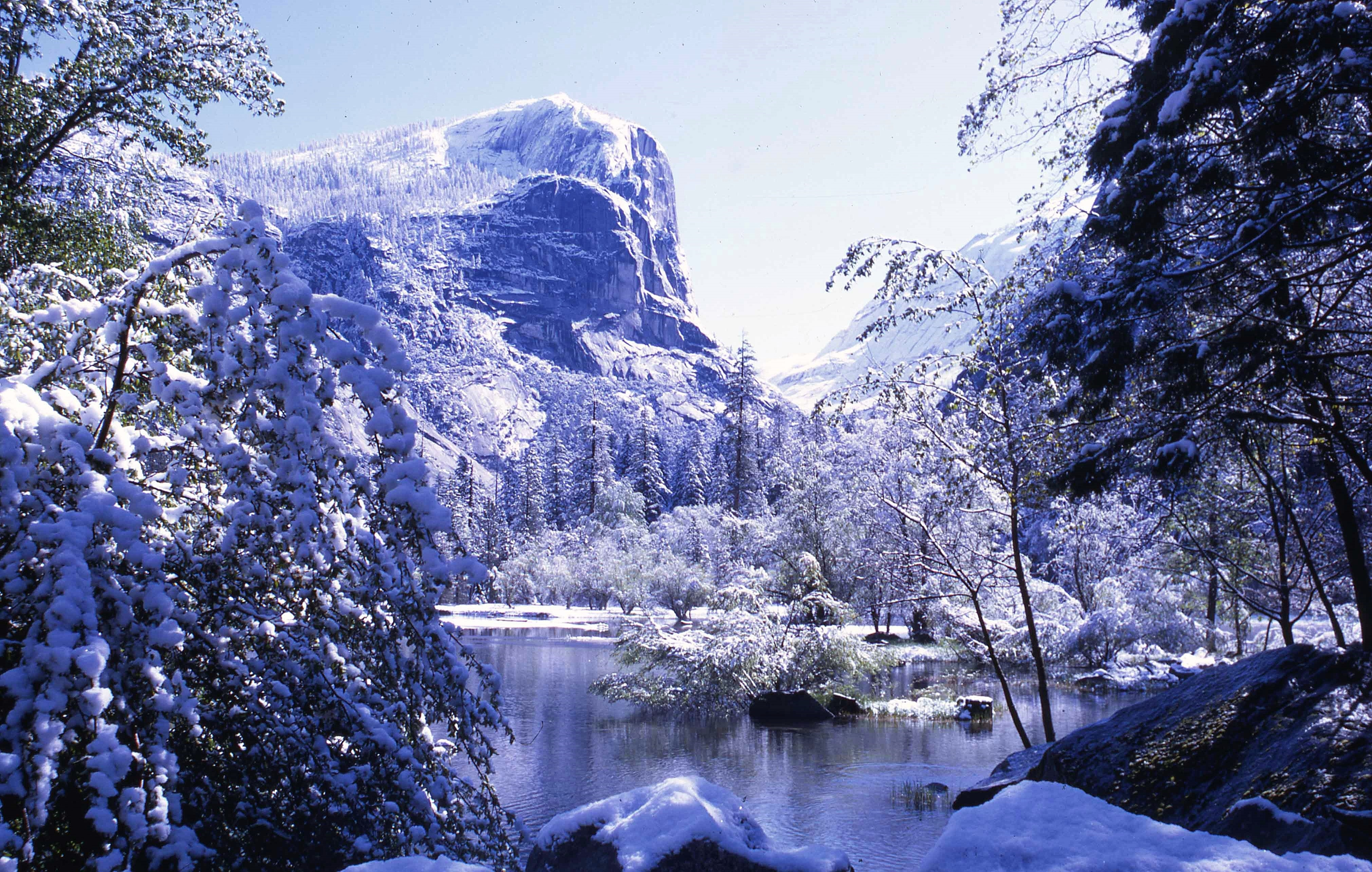
Mount Watkins im Winter